# Aleksiej Czujanow
Aleksiej Siemionowicz Czujanow (ros. Алексе́й Семёнович Чуя́нов, ur. 30 marca 1905 w Tiemriuku, zm. 20 lutego 1977 w Moskwie) – radziecki działacz partyjny.

## Życiorys
Początkowo był instruktorem rejonowego komitetu Komsomołu w Obwodzie Kubańsko-Czarnomorskim, potem (1924-1925) kierownikiem Wydziału Agitacyjno-Propagandowego Tiemriukskiego i Kaniewskiego Komitetu Rejonowego Komsomołu, w 1925 został członkiem RKP(b)/WKP(b). Również od 1925 był sekretarzem Kaniewskiego Komitetu Rejonowego Komsomołu, potem do 1927 sekretarzem Ust´-Łabinskiego Komitetu Rejonowego Komsomołu, w latach 1927-1928 kierował wydziałem Kubańskiego Komitetu Okręgowego Komsomołu, następnie (1928-1929) był zastępcą kierownika wydziału Kubańskiej Okręgowej Rady Związków Zawodowych. Od 1929 do września 1931 studiował w Moskiewskim Instytucie Mechanicznym im. Łomonosowa, a w latach 1931-1934 w Moskiewskim Chemiczno-Technologicznym Instytucie Przemysłu Mięsnego, następnie aspirant w tym instytucie. W latach 1934–1936 był inżynierem-mechanikiem trustu "Miasochładstroj" w Moskwie. Od 1937 do czerwca 1938 pracował jako instruktor Wydziału Organów Partyjnych KC WKP(b), od czerwca do 29 lipca 1938 p.o. I sekretarza, a od 4 sierpnia 1938 do 6 grudnia 1946 I sekretarz Komitetu Obwodowego WKP(b) w Stalingradzie (obecnie Wołgograd).
Od 21 marca 1939 do 5 października 1952 był zastępcą członka KC WKP(b), w latach 1941-1943 przewodniczącym Stalingradzkiego Miejskiego Komitetu Obrony, od 12 lipca 28 września 1942 członkiem Rady Wojennej Frontu Stalingradzkiego, od 28 września 1942 do 1 stycznia 1943 członkiem Rady Wojennej Frontu Dońskiego, a od 1 stycznia do 20 października 1943 członkiem Rady Wojskowej Frontu Południowego. Od grudnia 1946 do 1950 zajmował stanowisko szefa Głównego Zarządu ds. Kooperatywy Przemysłowej i Spożywczej przy Radzie Ministrów ZSRR, w latach 1950-1955 był głównym inżynierem Moskiewskiego Kombinatu Mięsnego im. A. Mikojana, kolejno (1955-1960) głównym inspektorem Państwowego Komitetu Rady Ministrów ZSRR ds. Pracy i Płacy, następnie przeszedł na emeryturę. Deputowany do Rady Najwyższej ZSRR. Był odznaczony Orderem Lenina (1 lutego 1944) i Orderem Czerwonego Sztandaru Pracy.